# Cavendishia isernii
Cavendishia isernii är en ljungväxtart som beskrevs av Hermann Sleumer. Cavendishia isernii ingår i släktet Cavendishia och familjen ljungväxter. Utöver nominatformen finns också underarten C. i. pseudospicata.